# アナンダ・カレッジ

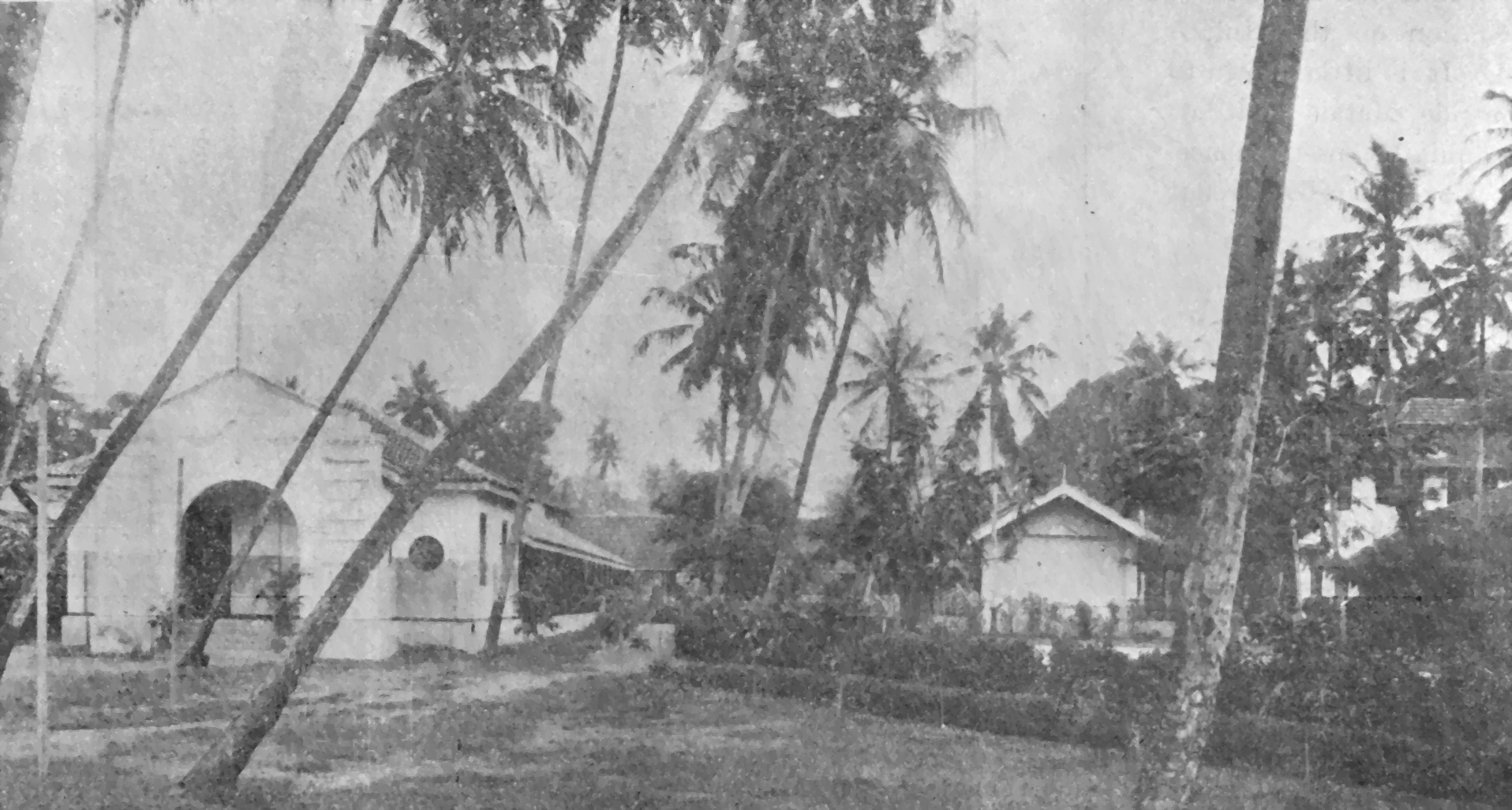
1920年のアナンダ・カレッジ

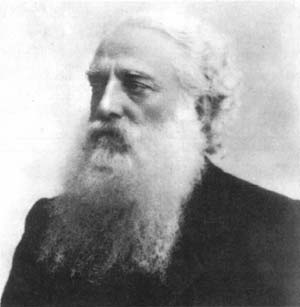
アナンダ・カレッジ創設者、H・S・オルコット

アナンダ・カレッジ（英語: Ananda College, シンハラ語: ආනන්ද විද්‍යාලය, ஆனந்த கல்லூரி）は、スリランカの都市コロンボのマラダーナ地区にある仏教系男子国立学校。初等教育から中等教育までを行う。敷地面積はおよそ10エーカー (40,000 m2)。

## 沿革
1866年11月1日、地元の仏教指導者等によって英語教育を行う仏教系学校「イングリッシュ・ブディスト・スクール」がコロンボに創設された。一期生は37人。1888年の段階で生徒数は130名まで増加し、マリバン・ストリートへ移転した。チャールズ・W・レッドビーターが移転後の初代校長となった。
1889年3月に公式に学校としての登録をした際、生徒数は120人であった。同じ年、J・P・R・ウェーラスリヤが学校で初めてケンブリッジ・ジュニア試験に合格した。この卒業生はその後ケンブリッジ大学を卒業し、校長となった。
1890年3月にはカトリック系学校との接近が問題となり、その後同じ地区の別の場所に移転した。その後も生徒数は増加し続け、1892年9月には200人、1894年には270人となった。また、校長にはドン・バロン・ジャヤティラカが就任した。その年、テュドー・ラージャパクサ氏から3.2エーカー (13,000 m2)の土地の寄付があり、学校はマラダーナ地区へ移転した。1895年8月17日、校名を「イングリッシュ・ブディスト・スクール」から「アナンダ・カレッジ・コロンボ」に変更した。
その後も生徒数は増加し、1918年には450人だったのがその2年後には1,000人を越した。当時の年間予算は約8万ルピーであった。
1961年、アナンダ・カレッジは正式に国立学校となった。

## アナンダ・ヴィハラヤ
アナンダ・ヴィハラヤは、学校の象徴的な建築物である。
ウィリアム・ゴパッラワの主導で1969年3月6日に完成した。

## マルーン戦
1924年からナーランダ・カレッジ・コロンボと毎年クリケットの試合を行っている。この2校からはスリランカ代表に数多くの選手を輩出している。

## アナンダ・ダーマ・スクール
アナンダ・ダーマ・スクール（英語: Ananda Dhamma School, シンハラ語: ආනන්ද දහම් පාසල）は、アナンダ・カレッジによって提供される日曜学校。2004年に開始され、81グループが存在する。

## オルコット式典
オルコット式典は、学校の創設者ヘンリー・スティール・オルコットを記念して毎年開催される。著名な卒業生が登壇し、自らの経験を話している。

## カレッジ・ウォー・メモリアル
アナンダ・カレッジ・ウォー・メモリアルはヘンリー・スティール・オルコット・ホールの前に設置されている戦死した卒業生の慰霊碑。1983年7月23日、卒業生で初めての殉職者が出た。記念碑にはスリランカ陸軍所属だった45名に加え、海軍、空軍の殉職者の名前も刻まれている。同窓会が毎年追悼式典を開いている。

## 関連人物

### 著名な卒業生
- アーナンダ・マイトレーヤ - 仏教学者
- サラット・フォンセカ - 軍人・政治家、元スリランカ陸軍元帥。
- ゴーターバヤ・ラージャパクサ - 政治家、第8代スリランカ大統領。
- バジル・ラージャパクサ - 政治家、元スリランカ財務相。
- ラトナシリ・ウィクラマナカ - 政治家、元スリランカ首相。

### 校長
- チャールズ・W・レッドビーター (1886年–1890年)

### 著名な教員
- アーナンダ・マイトレーヤ